# Colobometridae
Colobometridae zijn een familie van zeelelies uit de orde van de haarsterren (Comatulida).

## Geslachten
- Alisometra A.H. Clark, 1947
- Analcidometra A.H. Clark, 1918
- Austrometra A.H. Clark, 1916
- Basilometra A.H. Clark, 1936
- Cenometra A.H. Clark, 1911
- Clarkometra Gislén, 1922
- Colobometra A.H. Clark, 1909
- Cotylometra A.H. Clark, 1916
- Cyllometra A.H. Clark, 1907
- Decametra A.H. Clark, 1911
- Embryometra Gislén, 1938
- Epimetra A.H. Clark, 1911
- Gislenometra A.H. Clark, 1947
- Iconometra A.H. Clark, 1929
- Oligometra A.H. Clark, 1908
- Oligometrides A.H. Clark, 1918
- Petasometra A.H. Clark, 1912
- Pontiometra A.H. Clark, 1907